# Francisco Quirino da Rocha
Francisco Quirino da Rocha, primeiro barão com grandeza de Palmeiras, (Pilar do Iguaçu, cerca de 1780 – Santana das Palmeiras, 11 de maio de 1858) foi um rico fazendeiro e político brasileiro, tendo sido vereador e presidente da câmara municipal de Paraíba do Sul diversas vezes.
Filho de José da Rocha Chaves e de Josefa Maria da Câmara. Casou-se com Luísa Maria de Jesus e Sousa, com quem teve Luís Quirino da Rocha. Viria a ser avô de José Quirino da Rocha Werneck, barão de Werneck, de João Quirino da Rocha Werneck, segundo barão de Palmeiras, de Antonio Sebastião Corrêa e de Sebastião Francisco Corrêa. Esses dois últimos casados com Ernestina e Guilhermina de Mentzingen, respectivamente, sendo ambas filhas do Barão Guilherme de Mentzingen.
Fidalgo cavaleiro, recebeu a comenda da Imperial Ordem de Cristo. 
Agraciado com o título de barão de Palmeiras por decreto de 26 de julho de 1849, com honras de grandeza concedida por decreto de 6 de novembro de 1850. O título faz referência à freguesia de Santana das Palmeiras, localidade abandonada cujas ruínas encontram-se dentro da atual Reserva Biológica Federal do Tinguá em Nova Iguaçu, Rio de Janeiro.